# Обреновачка бања
Обреновачка Бања се налази на самом уласку у Обреновац или 28 км од Београда. Надморска висина бање је 78 метара. Вода спада у групу хипотерми, температуре 21,5 °C и богата је натријумом и сумпором.

## Историја
Минералне воде у Обреновцу су откривене сасвим случајно, давне 1898. године. Стари Обреновац је имао великих проблема с пијаћом водом, па је Тимотије Новаковић, тадашњи председник општине, покренуо иницијативу за копање артеског бунара и уместо пијаће воде, вода која је потекла је заударала на покварена јаја односно на сумпор. Тада је доктор Марко Леко, познати хемичар урадио прве анализе, после којих је обреновачка вода званично промовисана као алкално-сумпоровите воде.
Обреновачко минерално купатило изграђено је 1900, Обновљено је 1928. године, када је имало 25 порцеланских кади.
Утврђено је да бунар може да издаје 435 литара воде у минути.1900. године општина је направила каде за купање у згради коју је поклонио богати Обреновачки трговац Ђука Марковић.

### Хемијски састав воде
Да би доказао лековито својство воде, Марко Леко је упоредио воду са хемијским саставом воде из чувене бање Вајлбах у Немачкој, бање која се налази у околини Висбадена у Мајнској долини. И тада су забележене речи Др. Марка Лека најпознатијег хемичара тог доба,”Обреновац је срећно место!Овде ће бити бања боља од многих у Немачкој. Главни састојци су: натријум-бикарбонат и сумпор-водоник (јони натријума и хлора). По хемијском саставу обреновачка артеска вода долази у групу тзв. алкално-сумпоровитих вода. Познате Европске бање имају много мање сумпора од обреновачке Тренчин има само 0,0021гр. по литру, Баден 0,0025, Ландек 0,0016, а обреновачка вода 0,0053 гр сумпора у једном литру воде.

#### Лечилишно дејство
Институт за медицинску хидрологију и климатологију Медицинског факултета у Београду 1956. године поставио је следеће индикације које се могу лечити у бањи:
- хронична реуматична обољења локомоторног апарата
- хронична гинеколошка обољења
- тровање металима
- болести јетре и жучних путева
- неуралгије
- последице остеоартикуларног трауматизма